# Liberty Reserve
Liberty Reserve — электронная платёжная система, зарегистрированная в Коста-Рике. Система предназначалась для совершения Интернет-платежей и использовалась более чем миллионом пользователей. С помощью системы проводились незаконные сделки, что привело к её закрытию.
В мае 2013 года Liberty Reserve была уничтожена действиями федеральных прокуроров США в соответствии с антитеррористическим Патриотическим актом после расследования, проводившегося в 17 странах мира. США обвиняет её основателя Артура Будовского (гражданина Коста-Рики украинского происхождения) и шесть его соучастников в отмывании денег и махинациях с использованием сделок незарегистрированной финансовой компании. Общий оборот средств Liberty Reserve на протяжении всего срока деятельности оценивается в 6 млрд долларов США. По данным прокуратуры дело «может быть крупнейшим международным случаем отмывания денег, когда-либо имевшим место в Соединённых Штатах».
В мае 2016 года основатель платёжной системы Артур Будовский был приговорён судом США к двадцати годам лишения свободы. Два его сообщника – Марк Мармилев и Максим Чухарев – были приговорены к пяти и трём годам лишения свободы соответственно.

## Описание
Для регистрации пользователей требовались имя, адрес электронной почты и дата рождения, по тем же данным производились переводы. Верификации личности не проводилось, что сделало систему привлекательной для мошенников. Внесение денег могло производиться через сторонние обменные организации с использованием карт или банковских переводов. Liberty Reserve не обрабатывал такие платежи непосредственно. Внутри системы использовались валюты Liberty Reserve Dollars и Liberty Reserve Euros, привязанные к стоимости доллара США и Евро, а также валюта, привязанная к золоту. Размер транзакций не ограничен, однако с каждой взималась комиссия в размере примерно 1 % (не более $2.99 (£1.98)). Возможности отменить транзакцию не было. Liberty Reserve также предлагал функциональность для интернет-магазинов (API и SCI).
Сервис был популярен не только в криминальной среде, но также у игроков на обменных курсах и в компаниях многоуровневого маркетинга.
К моменту закрытия, на сайте было около 1 миллиона пользователей (200 тысяч — из США).
Валюта входила в ассоциацию Global Digital Currency Association.
В системе Liberty Reserve была реферальная программа.

## Последствия закрытия
По мнению Brian Krebs закрытие Liberty Reserve могло стать причиной значительных изменений в экономике киберпреступлений. Из-за закрытия сайта пользователи потеряли доступ к собственным деньгам.
В комментариях Forbes отмечалось, что вслед за LR внимание властей может привлечь электронная валюта Bitcoin. Например, в мае 2013 DHS конфисковал около 5 млн долларов со счетов владельца MtGox.